# شاهدانه‌وشیان
شاهدانه‌وشیان (Datiscaceae) تیره‌ای از کدوسانان با گل‌های غالباً یک‌جنسی و برگ‌های متناوب و مرکب شانه‌ای است که گرده‌افشانی در آنها توسط باد انجام می‌شود.